# Liste von Apfelsorten/U
Erläuterungen und Quellen: Siehe Hauptartikel!
| Apfelsorte                                                                                | Bild                           | Kreuzung aus                     | Erstes Auftauchen              | Anmerkungen                    | Quellen                        |
| ----------------------------------------------------------------------------------------- | ------------------------------ | -------------------------------- | ------------------------------ | ------------------------------ | ------------------------------ |
| Udale 1                                                                                   |                                |                                  |                                |                                |                                |
| Udarria Zagarra                                                                           | Siehe: Anisa                   | Siehe: Anisa                     | Siehe: Anisa                   | Siehe: Anisa                   | Siehe: Anisa                   |
| Ueb 32642                                                                                 | Siehe: Opal                    | Siehe: Opal                      | Siehe: Opal                    | Siehe: Opal                    | Siehe: Opal                    |
| Uellners Wintergoldrenette                                                                |                                |                                  |                                |                                | o                              |
| Uelzener Kalvill                                                                          |                                |                                  |                                |                                | j, o                           |
| Uelzener Rambour (oder: Alter Hannoveraner)                                               |                                |                                  |                                |                                | j, o                           |
| Uhlhorns Augustkalvill                                                                    |                                |                                  |                                |                                | o                              |
| Ukrain Rosmarin                                                                           |                                |                                  |                                |                                | o                              |
| Uland                                                                                     |                                |                                  |                                |                                | f                              |
| Ulhorns Augustkalvill (oder: August-Calvill, August-Kalvill Dr. Fritz Baum, Grevenbroich) |                                |                                  |                                |                                | j, p (S. 154)                  |
| Ulmenstein                                                                                | Siehe: Freiherr Von Ulmenstein | Siehe: Freiherr Von Ulmenstein   | Siehe: Freiherr Von Ulmenstein | Siehe: Freiherr Von Ulmenstein | Siehe: Freiherr Von Ulmenstein |
| Ulmer Polizeiapfel (oder: Metze Dunnler)                                                  |                                |                                  | um 1918 in Ulm (Renchen)       |                                | j, o                           |
| Ulmer Reinette                                                                            | Siehe: Unseldapfel             | Siehe: Unseldapfel               | Siehe: Unseldapfel             | Siehe: Unseldapfel             | Siehe: Unseldapfel             |
| Ulmer Renette                                                                             | Siehe: Unseldapfel             | Siehe: Unseldapfel               | Siehe: Unseldapfel             | Siehe: Unseldapfel             | Siehe: Unseldapfel             |
| Ulster Seedling                                                                           | Siehe: Jonathan                | Siehe: Jonathan                  | Siehe: Jonathan                | Siehe: Jonathan                | Siehe: Jonathan                |
| Ultamac Mcintosh (oder: Mcintosh Ultamac)                                                 |                                | Mcintosh × unbekannt             |                                |                                | e                              |
| Underleaf                                                                                 |                                |                                  |                                |                                | f                              |
| Undine                                                                                    |                                | frei aufgeblühter Jonathan-Samen | um 1930                        |                                | f, j, o                        |
| Ungarischer Streifling                                                                    |                                |                                  |                                |                                | p (S. 648)                     |
| Unseldapfel (oder: Ulmer Reinette, Ulmer Renette, Unselds Apfel)                          |                                |                                  | vor 1920 in Ulm                |                                | f, j, o                        |
| Unselds Apfel                                                                             | Siehe: Unseldapfel             | Siehe: Unseldapfel               | Siehe: Unseldapfel             | Siehe: Unseldapfel             | Siehe: Unseldapfel             |
| Unterländer Apfel                                                                         | Siehe: Brauner Matapfel        | Siehe: Brauner Matapfel          | Siehe: Brauner Matapfel        | Siehe: Brauner Matapfel        | Siehe: Brauner Matapfel        |
| Uphuser Tietjenapfel                                                                      |                                |                                  |                                |                                | j, o                           |
| Upp                                                                                       |                                |                                  |                                |                                |                                |
| Upright                                                                                   |                                |                                  |                                |                                |                                |
| Upright Redstreak                                                                         |                                |                                  |                                |                                |                                |
| Upton Pyne                                                                                |                                |                                  |                                |                                | a, f                           |
| Uralian Winter Apple                                                                      |                                |                                  |                                |                                | e                              |
| Uralski                                                                                   |                                |                                  |                                |                                | o                              |
| Ursenbacher                                                                               |                                |                                  |                                |                                | o                              |
| Usinger Weinapfel                                                                         |                                |                                  |                                |                                | p (S. 649)                     |
| Usterapfel (oder: Zitrönler)                                                              |                                |                                  | 1760 Uster, Zollikon           |                                | o                              |
| Utter                                                                                     |                                |                                  |                                |                                |                                |
| Uttwiler Spätlauber (oder: Uttwiler Spätlese)                                             |                                |                                  | 1750 Schweiz                   | Beschreibung                   | a                              |
| Uttwiler Spätlese                                                                         | Siehe: Uttwiler Spätlauber     | Siehe: Uttwiler Spätlauber       | Siehe: Uttwiler Spätlauber     | Siehe: Uttwiler Spätlauber     | Siehe: Uttwiler Spätlauber     |